# الساعد (أعزاز)
الساعد أو قولسروج كما تعرف محليّاً، قرية سوريّة تتبع إداريّاً لمحافظة حلب منطقة أعزاز ناحية مارع، بلغ تعداد سكانها 904 نسمة حسب التعداد السكاني لعام 2004.